# K.u.k. Ulanenregiment „Erzherzog Carl“ Nr. 3

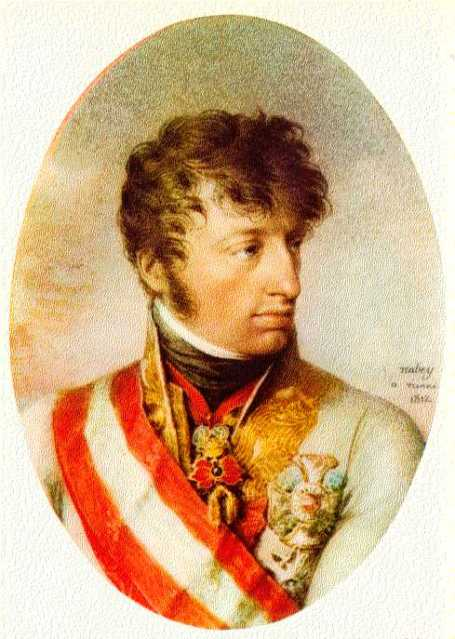
Der Namensgeber des Regiments – Erzherzog Carl

Das k.u.k. Ulanenregiment „Erzherzog Carl“ Nr. 3 war ein Kavallerieverband zunächst in der österreichischen und danach in der Gemeinsamen Armee innerhalb des Heeres des Kaisertums Österreich.
Seit 1888 hatte das Regiment diesen Namen „auf immerwährende Zeit“ zu führen. Dessen ungeachtet wurden im Jahre 1915 alle Ehrennamen ersatzlos gestrichen. Von da an hieß der Verband nur noch „k.u.k. Ulanenregiment Nr. 3“. Dies ließ sich jedoch im allgemeinen Sprachgebrauch nicht durchsetzen. Einerseits, weil sich niemand daran hielt, andererseits hatte die sparsame k.u.k. Militäradministratur verfügt, zuerst alle vorhandenen Stempel und Formulare aufzubrauchen.

## Formationsgeschichte
- 1801 mit einem Stamm aus Chargen und Mannschaften von den Ulanen-Regimentern Nr. 1 und  Nr. 2, den Dragoner-Regimentern Kinsky Nr. 10 und Savoyen Nr. 13 sowie durch Neuwerbung in Krakau aufgestellt.
- 1809 wurden Teile des aufgelösten Kosakenpulks eingegliedert.
- 1814 musste ein Stamm an Chargen und Mannschaften an das neu aufgestellte Ulanenregiment Nr. 4 abgegeben werden.
- 1860 Eine Division wurde zu dessen Vervollständigung zum bisherigen lombardischen Ulanen-Regiments Nr. 6 versetzt.

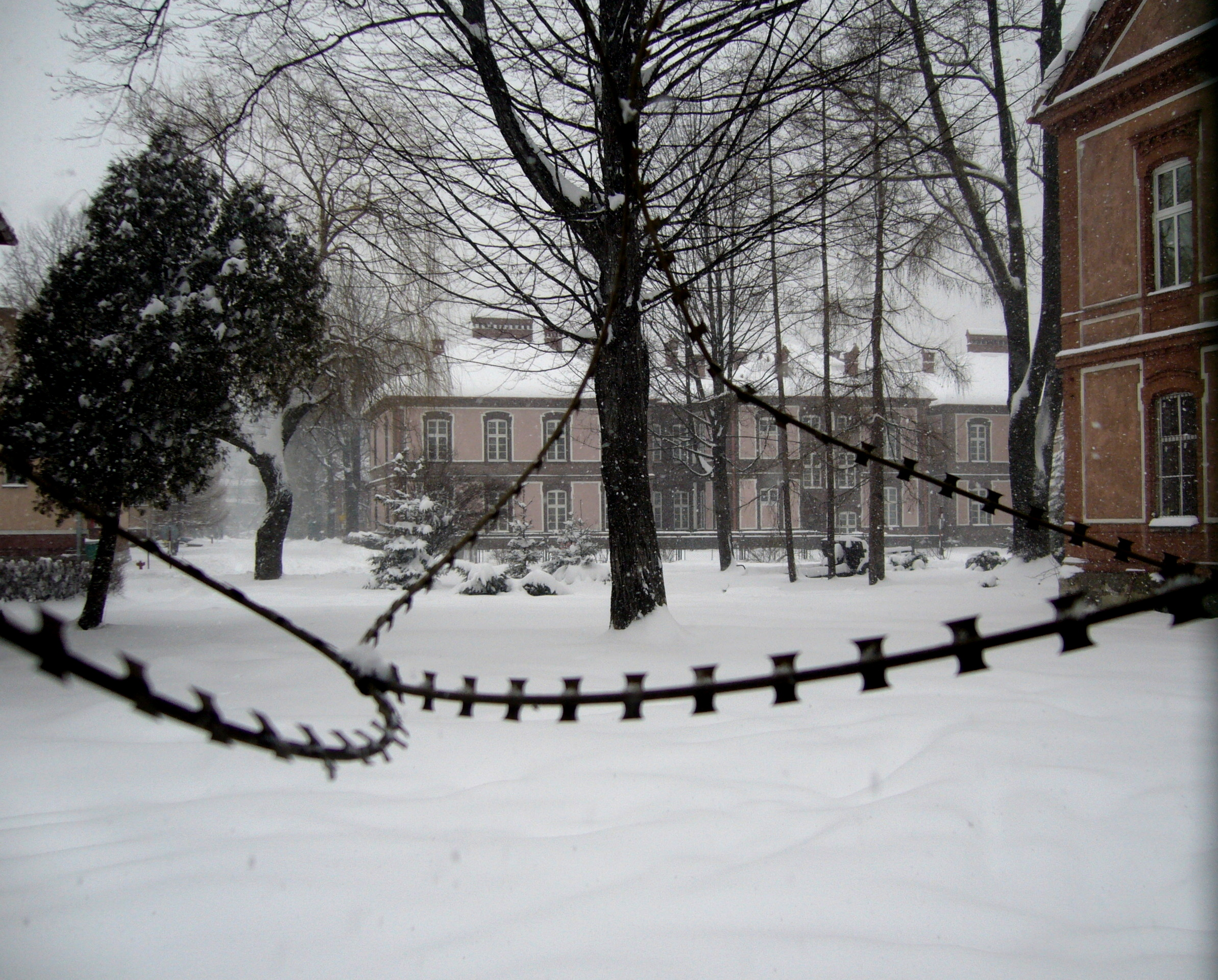
Noch heute durch die polnische Armee genutzte Kaserne der II. Division Ul 3 in Bielitz

## Ergänzungen
Das Regiment ergänzte sich von Beginn an aus Galizien
- 1853 aus dem Werbebezirk des Infanterieregiments Nr. 10 (Przemyśl)
- 1857–60 aus den Bezirken  der Infanterieregimenter Nr. 10 und 30 (Przemysl und Lemberg)
- 1860–67 aus den Bezirken der Infanterieregimenter  Nr. 10 und 40 (Przemysl und Rzeszów)
- 1867–73 aus den Bezirken der Infanterieregimenter Nr. 10 und 77 (Przemysl und Sombor)
- 1873–75 aus den Bezirken der Infanterieregimenter Nr. 10 und 45 (Przemysl und Sanok)
- 1876–83 aus den Bezirken der Infanterieregimenter Nr. 30 und 77 (Lemberg und Sambor)
- 1883–89 aus dem Bezirk des Infanterieregiments Nr. 89 (Gródek)
- Seit 1889 war es mit der Ergänzung dem Bereich des X. Korps (Militär-Territorial-Bezirk Przemysl) zugewiesen.

## Friedensgarnisonen
| I. | II. | III. |
| --- | --- | --- |
| - 1801 Tarnów - 1803–05 Gródek - 1806 Wien - 1807 St. Georgen - 1810 Gaja - 1812 Pécsvárad - 1813 Güns - 1814–15 Linz - 1816 Nagy-Tapolcsán - 1828 Wien - 1829 Grosswardein - 1830 Reps | - 1831 Debreczin - 1832 Grosswardein - 1837 Oedenburg - 1844 Körmend - 1848 Wien - 1849 Saaz - 1851 Himberg - 1853 Marburg, dann Baden - 1854 Bukarest - 1855 Ploiești - 1856 Kronstadt | - 1857 Maria-Theresiopel - 1859 Stuhlweissenburg, nach dem Feldzuge Grosswardein - 1860 Arad - 1863 Hermannstadt - 1866 Pardubitz - 1871 Neuhäusel - 1875 Stockerau - 1877 Wien - 1879 Łańcut - 1895 Gródek - 1914 Stab, I. Div: Krakau – II. Div: Bielitz |

### Regimentsinhaber
- 1802–47 Feldmarschall Erzherzog Carl
- 1847 General der Kavallerie Philipp Graf Grünne
- 1854 General der Kavallerie Friedrich Fürst Liechtenstein
- 1861–77 Feldmarschalleutnant Vincenz Freiherr von Minutillo
- 1877 Inhaberstelle seither unbesetzt

### Regiments-Kommandanten
- 1801 Oberst Heinrich Bersina von Siegenthal
- 1805 Oberst Johann Graf Klebelsberg
- 1809 Oberst Heinrich Graf Hardegg
- 1810 Oberst Emanuel Graf Mensdorff-Pouilly
- 1812 Oberst Carl von Grozkowski
- 1820 Oberst Carl Freiherr Kress von Kressenstein
- 1830 Oberst Thaddäus Graf Ledochowski-Halka
- 1836 Oberst Nicolaus Graf Lichtenberg
- 1843 Oberst Franz Wyss
- 1848 Oberst Joseph Batky von Batka
- 1850 Oberst Ferdinand Graf Vetter von der Lilie
- 1854 Oberst Andreas von Pichler
- 1859 Oberst Joseph Graf Waldstein-Wartenberg
- 1867 Oberst Maxmilian Graf MacCaffry-Keanmóre
- 1872 Oberst Emil Van Göthem de Sainte Agathe
- 1878 Oberst Ludwig Freiherr De Vaux
- 1880 Oberst Wilhelm Reiche von Thuerecht
- 1884 Oberst Carl Freiherr von Mertens
- 1891 Oberst Carl Morawetz von Moranow
- 1897 Oberst Eduard von Böhm-Ermolli
- 1903–1907 Oberst Alois Gayer von Gayersfeld
- 1908–1909 Oberstleutnant Josef Freiherr von Bamberg
- 1910–1913 Oberst Erich Freiherr von Diller
- 1914 Oberst Friedrich Weiß von Schleusenburg

## Gefechtskalender
→Koalitionskriege
- 1805 Kämpfe bei Caldiero in Italien. Auf dem späteren Rückzug durch die Steiermark führte die Rückhut ein Gefecht bei Ehrenhausen
- 1809 Kämpfe in Deutschland. Detachements nahmen an den Gefechten bei Landshut, der Schlacht von Abensberg und dem Gefecht bei Neumarkt teil. Gefechte bei Gayersdorf, bei Lambach und Ebelsberg. Auf dem Rückzug führte das Regiment ein Gefecht bei Blindenmarkt. Während der Schlacht bei Aspern lag die Einheit bei Stockerau in Reserve. In der Schlacht bei Wagram war nur die Oberst-Division geringfügig beteiligt, als im Gefecht bei Stammersdorf ein Detachement unter Rittmeister Eugen Graf Wratislaw durch eine Attacke das bereits eingekesselte 6. Wiener Freiwilligen Bataillon wieder befreien konnte. Später nahm das Regiment an den Rückzugsgefechten bei Schöngraben, Hollabrunn und der Schlacht bei Znaim teil. Der Regiments-Kommandant, Graf Hardegg, wurde mit dem Militär-Maria-Theresia-Orden ausgezeichnet.

→Befreiungskriege
- 1813 Zur Armee in Innerösterreich abgestellt, nahm das Regiment am Vormarsch durch Friaul nach Oberitalien teil. Gefechte bei Tolmein und Villanova
- 1814 Schlacht am Mincio. Oberstlieutenant Wilhelm Freiherr von Mengen wurde dafür zum 2. Obersten im Regiment befördert.

→Herrschaft der Hundert Tage
- 1815 Sicherungs- und Patrouillendienste am Oberrhein, keine Gefechtstätigkeit

→Revolution von 1848/1849 im Kaisertum Österreich
- 1848 Zum Reservekorps Nugent in Italien abgestellt, nahmen Abteilungen des Regiments an den ersten Gefechten vor Vicenza, dem Gefecht von Sommacampagna (14. Juni) der Schlacht bei Custozza und dem Gefecht bei Le sei Vie teil. Auf dem weiteren Marsch gegen Mailand deckte Oberst Wyss mit der 2. Division die rechte Flanke der Armee und führte ein Gefecht bei Zelobuon Persico. Eine Eskadron wurde zur Belagerung von Osoppo detachiert.
- 1849 Feldzug im Piemont. Es wurden einige Scharmützel im Rahmen der Streifen- und Sicherungsdienste geführt.

→Deutscher Krieg
- 1866 Mit 5 Eskadronen dem 8. Korps der Nordarmee zugeteilt. Dieses Detachement kämpfte im Gefecht bei Skalitz, der Schlacht bei Königgrätz, und den Gefechten bei Zwittau und Tobitschau

→Erster Weltkrieg
Im Ersten Weltkrieg sahen sich die Ulanen den unterschiedlichsten Verwendungen ausgesetzt. Sie kämpften zunächst kavalleristisch (ob sie als geschlossener Verband oder Eskadronsweise als Divisionskavallerie eingesetzt wurden, ist zurzeit nicht bekannt), wurden aber auch auf allen Kriegsschauplätzen infanteristisch verwendet.

## Verbleib
Nach Ende des Krieges kehrte der Verband geordnet in seine Garnison nach West-Galizien zurück. Darüber, ob das Regiment sich selbst auflöste, von der polnischen Interimsregierung aufgelöst oder in die neue polnische Armee eingegliedert wurde, liegen gegenwärtig keine Erkenntnisse vor.

## Adjustierung
- 1801: schwarze Czapka, dunkelgrüne Kurtka und Hosen, scharlachrote Egalisierung, gelbe Knöpfe
- 1809: scharlachrote Czapka, dunkelgrüne Kurtka und Beinkleider, scharlachrote Egalisierung, gelbe Knöpfe
- 1865: krapprote Tatarka, lichtblaue Ulanka und Hosen, krapprote Egalisierung, gelbe Knöpfe
- 1868: krapprote Tatarka, lichtblaue Ulanka, krapprote Stiefelhosen und Egalisierung, gelbe Knöpfe
- 1876: krapprote Czapka, lichtblaue Ulanka, krapprote Egalisierung und Stiefelhose, gelbe Knöpfe

## Verbandszugehörigkeit und Status 1914
- I. Korps – 7. Kavallerie Truppendivision – 20. Kavalleriebrigade
- Nationalitäten: 69 % Polen – 26 % Ruthenen – 5 % Verschiedene
- Regimentssprache: polnisch

## Gliederung
Ein Regiment bestand in der Österreichisch-Ungarischen Kavallerie in der Regel ursprünglich aus drei bis vier (in der Ausnahme auch mehr) Division. (Mit Division wurde hier ein Verband in Bataillonsstärke bezeichnet. Die richtige Division wurde Infanterie- oder Kavallerie-Truppendivision genannt.) Jede Division hatte drei Eskadronen, deren jede wiederum aus zwei Kompanien bestand. Die Anzahl der Reiter in den einzelnen Teileinheiten schwankte, lag jedoch normalerweise bei etwa 80 Reitern je Kompanie, bzw. bei 160 Reitern je Eskadron.
(Bei der, durch Kaiser Joseph II. begonnenen Heeresreform war die Kompaniegliederung innerhalb der Kavallerie bereits aufgegeben worden. )
Die einzelnen Divisionen wurden nach ihren formalen Führern benannt:
- die 1. Division war die Oberst-Division
- die 2. Division war die Oberstlieutenant (Oberstleutnant)-Division
- die 3. Division war die Majors-Division
- die 4. Division war die 2. Majors-Division
- die 5. Division (soweit vorhanden) war die 3. Majors-Division

Im Zuge der Heeresreform wurden die Kavallerie-Regimenter ab 1860 auf zwei Divisionen reduziert.
Bedingt durch die ständige Umbenennung sind die Regimentsgeschichten der österreichisch-ungarischen Kavallerie nur sehr schwer zu verfolgen. Hinzu kommt die ständige und dem Anschein nach willkürliche, zu Teil mehrfache Umklassifizierung der Verbände. (Zum Beispiel: K.u.k. Böhmisches Dragoner-Regiment „Fürst zu Windisch-Graetz“ Nr. 14)
- siehe: k.u.k. Ulanen